# Formato DX

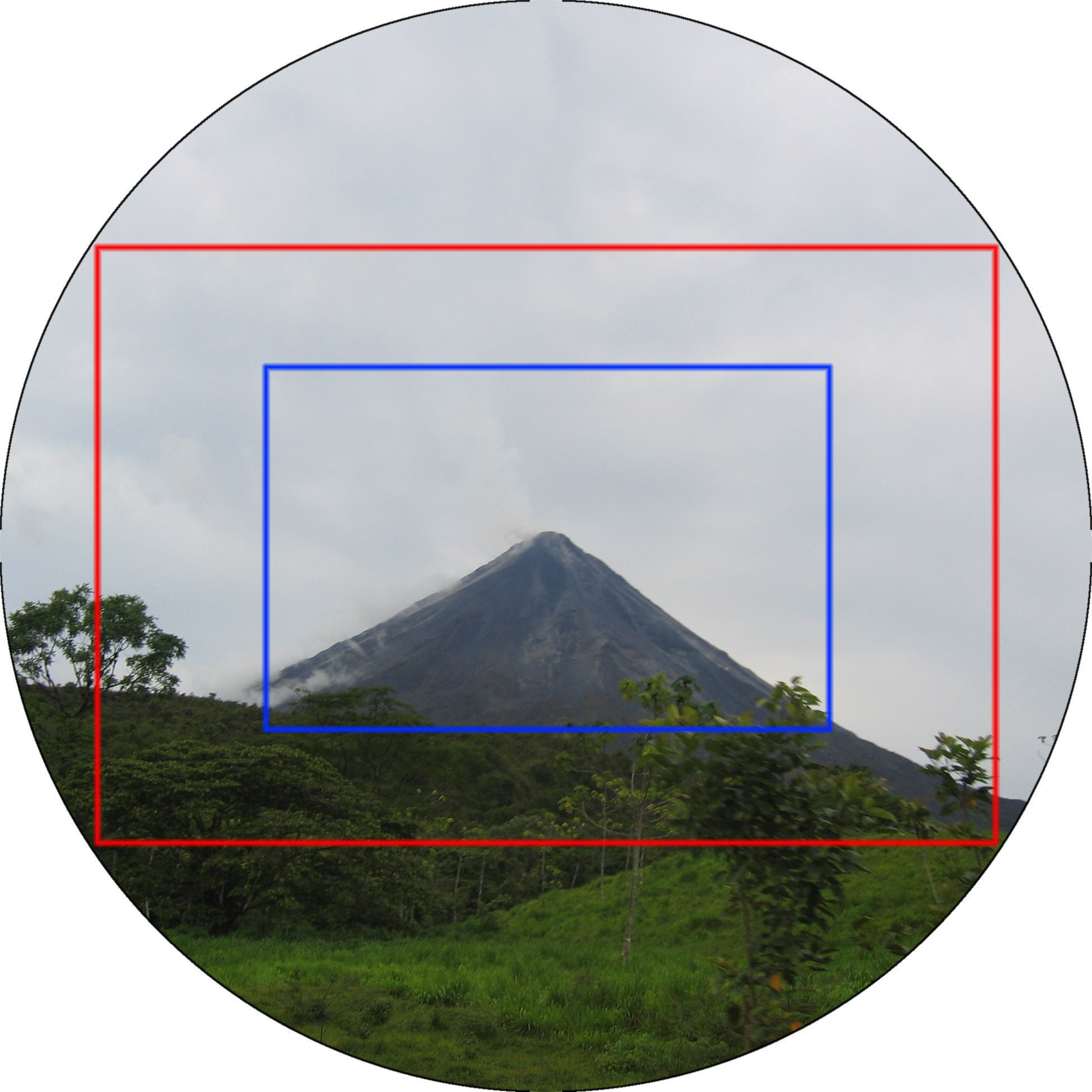
Con lo stesso obiettivo: in rosso, l'area coperta da un sensore o pellicola 24 x 36 millimetri. All'interno, in blu, l'area coperta da un sensore in formato Nikon DX.

Il formato DX è un formato APS-C di sensore fotografico di 23,6×15,7 mm.
La sua superficie è leggermente più grande del formato APS-C utilizzato da Canon, e risulta 2,25 volte inferiore rispetto al formato 35 mm, essendo le sue dimensioni lineari circa i 2/3 di quelle del formato 35 mm.
Questo formato standard è stato creato da Nikon per le sue reflex digitali di prima generazione, la maggior parte delle quali monta tutt'oggi questo sensore. Nei modelli più recenti di sensore la tradizionale tecnologia CCD è stata sostituita da quella CMOS.
Nel 2007, Nikon ha messo in vendita la D3, equipaggiata con un sensore diverso dal DX: un sensore pieno formato della dimensione della pellicola e lo ha chiamato formato FX.

## Caratteristiche

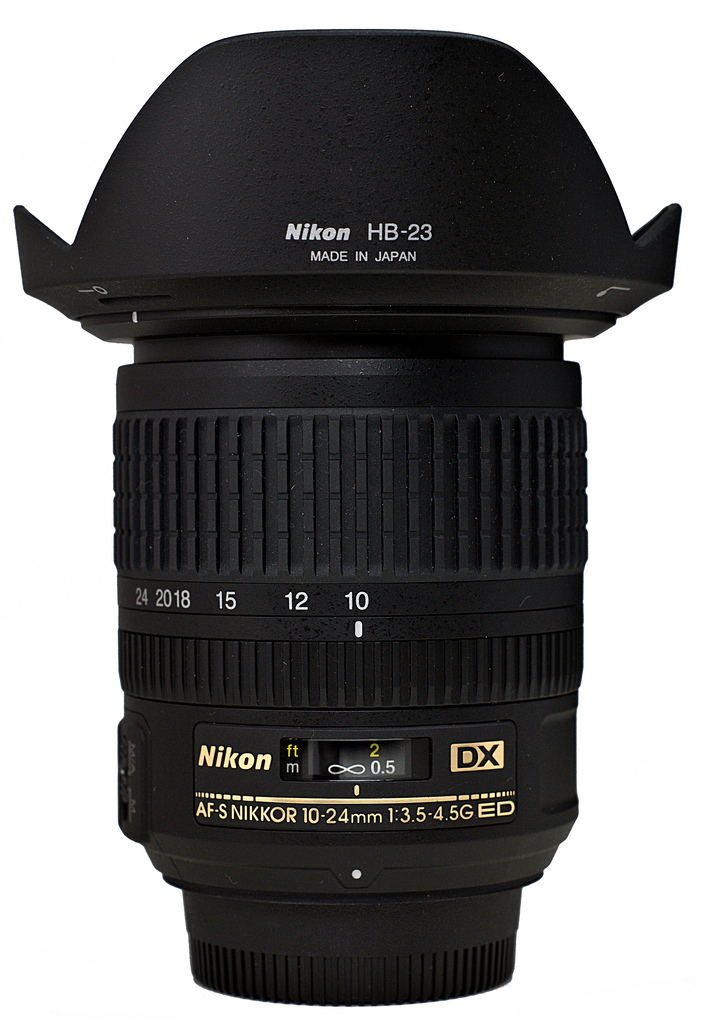
Ottica Nikon Nikkor AF-S DX 10-24mm 1:3.5-4.5 ED G specifica per il formato DX, come è indicato sul barilotto.

Il fatto che la dimensione di questi sensori sia circa 1/3 minore rispetto alla pellicola rende più stretto l'angolo di campo, pari a quello di un obiettivo di focale 1,5 volte più lunga. Questo può risultare vantaggioso per chi utilizza più frequentemente i teleobiettivi. D'altro canto diventa svantaggioso per il fotografo che utilizza lenti grandangolari, per la necessità di avere focali molto più corte (e quindi più costose e più difficili da realizzare) per ottenere il medesimo angolo di visione su pellicola. Esistono lenti specificatamente progettate per il formato DX, che con un circolo di copertura ridotto, in grado di illuminare per intero il sensore di questo tipo rispetto alle ottiche tradizionali, causando vignettatura se utilizzate su fotocamere a pieno formato.
| Nome sensore                     | Risoluzione file generati (risoluzione effettiva) | Produttore             | Tecnologia | Fotocamera                    |
| -------------------------------- | ------------------------------------------------- | ---------------------- | ---------- | ----------------------------- |
| sensore 10,8 mpx con binning 2x2 | 2.74 (10.8)                                       | Sony su progetto Nikon | CCD        | D1 / D1h                      |
| Nikon JFET-LBCAST                | 4                                                 | Nikon                  | LBCAST     | D2H / D2Hs                    |
| stesso di D1 ma con binning 2x1  | 5.47 (10.8)                                       | Sony su progetto Nikon | CCD        | D1x                           |
| Sony ICX-413-AQ                  | 6                                                 | Sony                   | CCD        | D100                          |
| Sony ICX-453-AQ                  | 6                                                 | Sony                   | CCD        | D40 / D50 / D70 / D70s        |
| Sony ICX-483-AQA                 | 10                                                | Sony                   | CCD        | D200                          |
| Sony ICX-493-AQA                 | 10                                                | Sony                   | CCD        | D40x / D60 / D80 / D3000      |
| Sony IMX-007-AQ                  | 12                                                | Sony su progetto Nikon | CMOS       | D2X / D2Xs                    |
| Sony IMX-021-BQR                 | 12                                                | Sony                   | CMOS       | D300                          |
| Sony IMX-038-BQL                 | 12                                                | Sony                   | CMOS       | D300s / D90 / D5000           |
| Nikon NC81362A                   | 14                                                | Nikon                  | CMOS       | D3100                         |
| Sony IMX-071                     | 16                                                | Sony                   | CMOS       | D7000 / D5100                 |
| Sony IMX321                      | 20.9                                              | Sony                   | CMOS BSI   | D500 / D7500                  |
| Nikon NC81369R                   | 24                                                | Nikon                  | CMOS       | D3200                         |
| Toshiba HEZ1 TOS-5105            | 24                                                | Toshiba                | CMOS       | D5200 / D7100                 |
| Sony IMX-193-AQK                 | 24                                                | Sony                   | CMOS       | D3300 / D5300 / D5500 / D7200 |

| Modello     | Larghezza sensore (mm) | Altezza Sensore (mm) | Pixels orizzontali | Pixels verticali |
| ----------- | ---------------------- | -------------------- | ------------------ | ---------------- |
| Nikon D2Xs  | 23,7                   | 15,7                 | 4288               | 2848             |
| Nikon D2X   | 23,7                   | 15,7                 | 4288               | 2848             |
| Nikon D2Hs  | 23,7                   | 15,5                 | 2464               | 1632             |
| Nikon D2H   | 23,7                   | 15,5                 | 2464               | 1632             |
| Nikon D1X   | 23,7                   | 15,5                 | 4024               | 1324             |
| Nikon D1H   | 23,7                   | 15,5                 | 2012               | 1324             |
| Nikon D1    | 23,7                   | 15,5                 | 2012               | 1324             |
| Nikon D300  | 23,6                   | 15,8                 | 4288               | 2848             |
| Nikon D200  | 23,6                   | 15,8                 | 3872               | 2592             |
| Nikon D100  | 23,7                   | 15,5                 | 3008               | 2000             |
| Nikon D7000 | 23,6                   | 15,6                 | 4928               | 3264             |
| Nikon D90   | 23,6                   | 15,8                 | 4288               | 2848             |
| Nikon D80   | 23,6                   | 15,8                 | 3872               | 2592             |
| Nikon D70s  | 23,7                   | 15,5                 | 3008               | 2000             |
| Nikon D70   | 23,7                   | 15,5                 | 3008               | 2000             |
| Nikon D60   | 23,6                   | 15,8                 | 3872               | 2592             |
| Nikon D50   | 23,7                   | 15,5                 | 3008               | 2000             |
| Nikon D40x  | 23,7                   | 15,6                 | 3872               | 2592             |
| Nikon D40   | 23,7                   | 15,5                 | 3008               | 2000             |
| Nikon D50   | 23.7                   | 15.5                 | 3,008              | 2,000            |
| Nikon D60   | 23.6                   | 15.8                 | 3,872              | 2,592            |
| Nikon D70   | 23.7                   | 15.5                 | 3,008              | 2,000            |
| Nikon D70s  | 23.7                   | 15.5                 | 3,008              | 2,000            |
| Nikon D80   | 23.6                   | 15.8                 | 3,872              | 2,592            |
| Nikon D90   | 23.6                   | 15.8                 | 4,288              | 2,848            |
| Nikon D100  | 23.7                   | 15.5                 | 3,008              | 2,000            |
| Nikon D200  | 23.6                   | 15.8                 | 3,872              | 2,592            |
| Nikon D300  | 23.6                   | 15.8                 | 4,288              | 2,848            |
| Nikon D300S | 23.6                   | 15.8                 | 4,288              | 2,848            |
| Nikon D500  | 23.5                   | 15.7                 | 5,568              | 3,712            |
| Nikon D3000 | 23.6                   | 15.8                 | 3,872              | 2,592            |
| Nikon D3100 | 23.1                   | 15.4                 | 4,608              | 3,072            |
| Nikon D3200 | 23.2                   | 15.4                 | 6,016              | 4,000            |
| Nikon D3300 | 23.5                   | 15.6                 | 6,000              | 4,000            |
| Nikon D3400 | 23.5                   | 15.6                 | 6,000              | 4,000            |
| Nikon D3500 | 23.5                   | 15.6                 | 6,000              | 4,000            |
| Nikon D5000 | 23.6                   | 15.8                 | 4,288              | 2,848            |
| Nikon D5100 | 23.6                   | 15.6                 | 4,928              | 3,264            |
| Nikon D5200 | 23.5                   | 15.6                 | 6,000              | 4,000            |
| Nikon D5300 | 23.5                   | 15.6                 | 6,000              | 4,000            |
| Nikon D5500 | 23.5                   | 15.6                 | 6,000              | 4,000            |
| Nikon D5600 | 23.5                   | 15.6                 | 6,000              | 4,000            |
| Nikon D7000 | 23.6                   | 15.6                 | 4,928              | 3,264            |
| Nikon D7100 | 23.5                   | 15.6                 | 6,000              | 4,000            |
| Nikon D7200 | 23.5                   | 15.6                 | 6,000              | 4,000            |
| Nikon D7500 | 23.5                   | 15.7                 | 5,568              | 3,712            |